# Брюнетьер, Фердинанд
Фердина́нд Брюнетье́р (фр. Ferdinand Brunetière) (19 июля 1849 — 9 декабря 1906) — французский писатель, историк, теоретик литературы, критик. Католик, монархист. Воспитанник и приверженец французского классицизма, считал более современную литературу художественным упадком. Теоретик католической педагогики, один из главных предшественников Ж. Маритена, применял теориию Ч. Дарвина к проблеме развития человеческого сознания и общества. В 90-е годы эволюционировал от позитивизма к томизму. Автор «силлогизма Брюнетьера»: социология есть нравственность, нравственность есть религия, социология есть религия.

## Биография
Родился в Тулоне 19 июля 1849 года. Окончил лицей Людовика Великого.
В 1874 году становится постоянным сотрудником журнала «Revue des Deux Mondes».
С 1886 года читает курс лекций по французскому языку и литературе в Эколь нормаль.
Награждён орденом Почётного легиона (1887).
В 1890 является секретарём журнала «Revue des Deux Mondes».
С 1893 года — редактор журнала «Revue des Deux Mondes».
Член Французской академии (1893).

## Работы
1880 год — «Очерки французской литературы» (фр. "Études critiques sur la littérature française").
1883 год — «Натуралистический роман» (фр. "Le Roman naturaliste"). Являясь приверженцем французского классицизма, не допускал появления новых течений (в том числе натурализма) в искусстве, считая их разрушительными.
1890 год — «Эволюция критики» (фр. "L'Évolution de la critique").
1892 год — «Эпохи французского театра» (фр. "Les Époques du théâtre français").
1894 год — «Эволюция лирической поэзии» (фр. "L'Évolution de la poésie lyrique").
1897 год — «Наука и религия» (фр. "La Science et la religion").
1904 год — «На путях веры» (фр. "Sur les chemins de la croyance").
1906 год — «Оноре де Бальзак» (фр. "Honoré de Balzac").